# Инана
Инана (Нинана, вероятна етимология – „владетелка на ветровете“) е шумерска богиня на плодородието, плътската любов, битките и раздора, господарка на планетата Венера. Инана е една от най-популярните богини в древен Шумер.
Инана е един от централните образи в шумерския пантеон, преминал и в акадската митология под името Ищар. Тя е сред шумерските богове, с които са свързани най-голям брой митове. Инана е една от групата на седемте богове, „предначертаващи съдбата“. Според някои версии е дъщеря на бога на небето Ан и съпругата му Ки, а според други - на бога на луната Нана/Син. Срещат се и текстове, спроред които неин баща е богът на въздуха и бурите Енлил
Смята се, че Инана първоначално е богиня-покровителка на градовете Урук, Забилам и Кулаба. Неин главен култов център е Урук. Според един мит, в желанието си да помогне на своя любим град Урук, Инана откраднала божествена сила Ме от бог Енки и след много премеждия успяла да я занесе в Урук.
Инана няма постоянен съпруг. Най-често като такъв се споменава богът на пастирите Думузи. Песните за любовта между Инана и Думузи били част от празника на първия ден на новата година и са свързани с култа към плодородието. Според някои митове, за ръката на Инана се състезавали богът-земеделец Енкимду и богът-пастир Думузи. Първоначално Инана била склонна да вземе Енкимду, но посредникът, брат ѝ Уту я склонил да предпочете Думузи. В тези митове са представени преимуществата на земеделския и скотовъдния начин на живот. Като богиня на любовта Инана прелъстява любовниците си, но бързо им се насища и ги изоставя.